# ジョナサン・ブロードベント
ジョナサン・ブロードベント（Jonathan Broadbent）は、ヨークシャー出身のイギリスの声優。

## 主な出演

### 映画
| 2014 | きかんしゃトーマス 勇者とソドー島の怪物           | ビルとベン |  |
| 2015 | きかんしゃトーマス 探せ!!謎の海賊船と失われた宝物 | ビルとベン |  |

### テレビシリーズ
| 放映年 | 邦題 原題                                             | 役名                                | 備考 |
| ------ | ----------------------------------------------------- | ----------------------------------- | ---- |
|        | きかんしゃトーマス Thomas the tank engine and friends | ビル、ベン、スリップコーチ（1号車） |      |

| スタブアイコン | サブスタブ | この項目は、まだ閲覧者の調べものの参照としては役立たない、声優（ナレーターを含む）に関連した書きかけの項目です。この項目を加筆・訂正などしてくださる協力者を求めています（P:アニメ/PJ:芸能人）。 |